# 三出银莲花
三出银莲花（学名：Anemone griffithii）是毛茛科银莲花属的植物。分布于锡金、不丹、尼泊尔以及中国大陆的西藏、四川等地，生长于海拔1,650米至3,000米的地区，多生在山地林下以及沟边，目前尚未由人工引种栽培。

## 种下等级
- Anemone nanchuanensis W. T. Wang